# سیارک ۱۳۵۳۰
سیارک ۱۳۵۳۰ (به انگلیسی: 13530 Ninnemann، نامگذاری:1991RS2) سیزده هزار و پانصد و سی‌امین سیارک کشف شده‌است که در ۹ سپتامبر ۱۹۹۱ کشف شد.
قدر مطلق سیارک برابر ۱۳٫۸۰ است.